# 앤디 버클리
앤디 버클리(Andy Buckley, 1965년 2월 13일 ~ )는 미국의 배우이다.